# مجلس نواب بورتوريكو
مجلس نواب بورتوريكو (بالإنجليزية: House of Representatives of Puerto Rico)‏ هو الهيئة التشريعية في بورتوريكو، ويتكون من 51 مقعداً، يقع المقر الرئيسي له في كابيتول بورتوريكو ‏، وهو المجلس الأدنى في جمعية بورتوريكو التشريعية.

## طالع أيضًا
- جمعية بورتوريكو التشريعية